# Diócesis de Namibe
La diócesis de Namibe (en latín: Dioecesis Namibensis y en portugués: Diocese de Namibe) es una circunscripción eclesiástica de la Iglesia católica en Angola. Se trata de una diócesis latina, sufragánea de la arquidiócesis de Lubango. Desde el 8 de julio de 2011 su obispo es Dionisio Hisiilenapo.

## Territorio y organización
La diócesis fue erigida el 21 de marzo de 2009 con la bula Apostoli ipsi del Papa Benedicto XVI, obteniendo el territorio de la archidiócesis de Lubango.La diócesis tiene 57 091 km² y extiende su jurisdicción sobre los fieles católicos de rito latino residentes en la provincia de Namibe.
La sede de la diócesis se encuentra en la ciudad de Moçâmedes (se llamó Namibe entre 1985 y 2016), en donde se halla la Catedral de San Pedro.
En 2021 en la diócesis existían 10 parroquias.

## Historia
La diócesis fue erigida el 21 de marzo de 2009 con la bula Apostoli ipsi del papa Benedicto XVI, obteniendo el territorio de la arquidiócesis de Lubango.

## Estadísticas
Según el Anuario Pontificio 2022 la diócesis tenía a fines de 2021 un total de 429 112 fieles bautizados.
| Año                                                                             | Población            | Población | Población      | Sacerdotes | Sacerdotes    | Sacerdotes    | Bautizados por sacerdote | Diáconos permanentes | Religiosos | Religiosos | Parroquias |
| Año                                                                             | Bautizados católicos | Total     | % de católicos | Total      | Clero secular | Clero regular | Bautizados por sacerdote | Diáconos permanentes | Varones    | Mujeres    | Parroquias |
| ------------------------------------------------------------------------------- | -------------------- | --------- | -------------- | ---------- | ------------- | ------------- | ------------------------ | -------------------- | ---------- | ---------- | ---------- |
| 2009                                                                            | 270 294              | 1 195 779 | 22.6           | 12         | 9             | 3             | 22 524                   |                      |            | 27         | 4          |
| 2012                                                                            | 365 000              | 1 196 029 | 30.5           | 12         | 11            | 1             | 30 416                   |                      | 3          | 17         | 5          |
| 2013                                                                            | 375 000              | 1 228 000 | 30.5           | 16         | 12            | 4             | 23 437                   |                      | 4          | 18         | 6          |
| 2016                                                                            | 666 523              | 1 340 235 | 49.7           | 15         | 12            | 3             | 44 434                   |                      | 3          | 22         | 6          |
| 2019                                                                            | 728 350              | 1 462 900 | 49.8           | 22         | 18            | 4             | 33 106                   |                      | 10         | 27         | 13         |
| 2021                                                                            | 429 112              | 1 554 750 | 27.6           | 24         | 20            | 4             | 17 879                   |                      | 12         | 34         | 10         |
| Fuente: Catholic-Hierarchy, que a su vez toma los datos del Anuario Pontificio. |                      |           |                |            |               |               |                          |                      |            |            |            |

## Episcopologio
- Mateus Feliciano Tomás † (21 de marzo de 2009-30 de octubre de 2010 falleció)
- Dionisio Hisiilenapo, desde el 8 de julio de 2011